# Theologisches Seminar Riwne

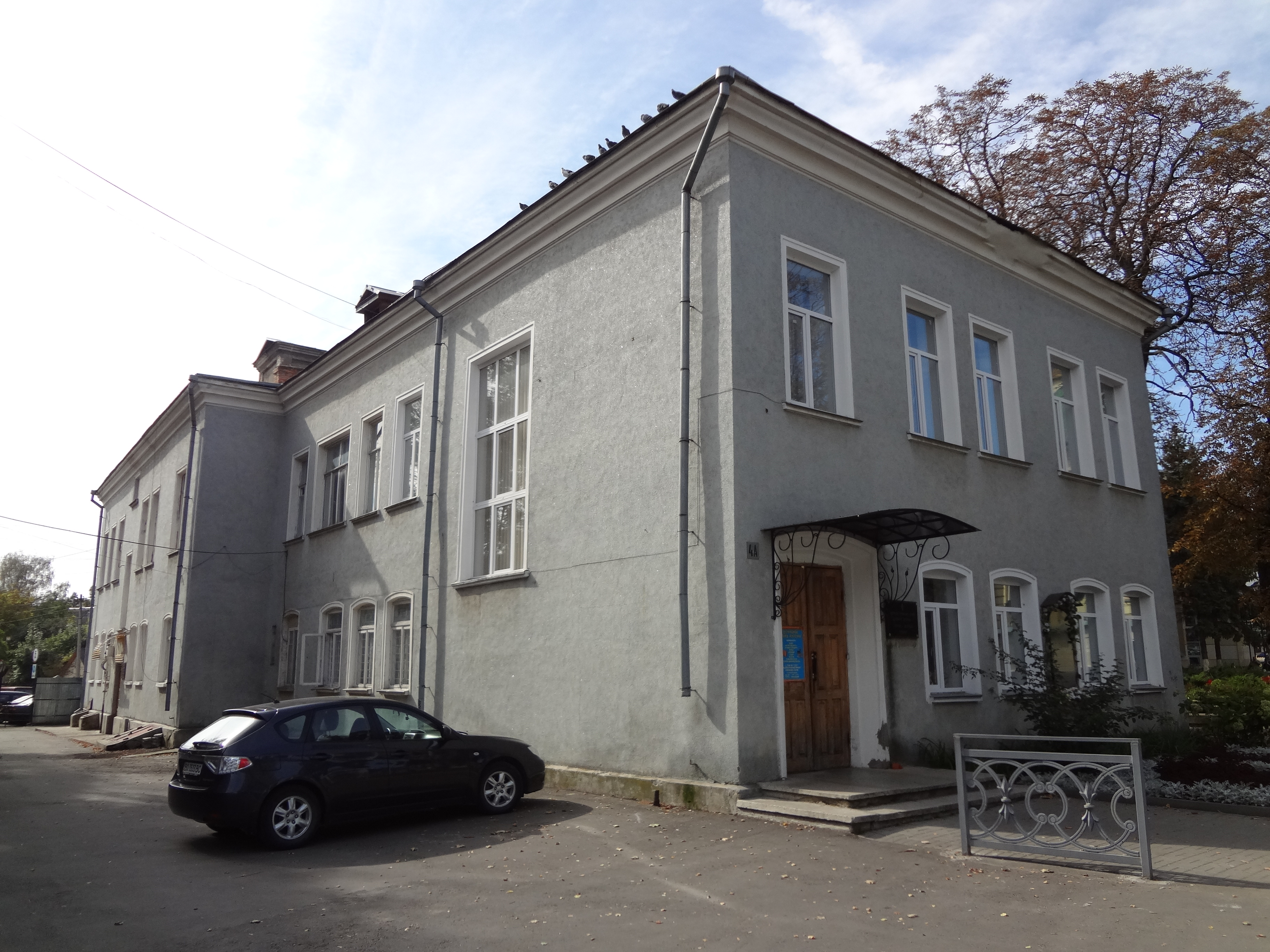
Theologisches Seminar Riwne

Das Theologische Seminar Riwne (ukrainisch Рівненська духовна семінарія / Riwnenska duchowna seminarija, wiss. Transliteration Rivnensʹka duchovna seminarija) ist eine höhere theologische Bildungseinrichtung der Orthodoxen Kirche der Ukraine (OKU) in der Stadt Riwne, die Geistliche und Ordensleute dieser autokephalen orthodoxen Kirche ausbildet.

## Geschichte
Seit dem Jahr 1994 fanden in Riwna Pastoralkurse der Ukrainisch-Orthodoxen Kirche Kiewer Patriarchats (UOK-KP) statt. Daraus entwickelte sich im Jahr 1999 die „Theologische Schule von Riwne“ (ukrainisch Рівненське духовне училище Riwnenske duchowne utschylyschtsche), die im Jahr 2000 durch den Metropoliten Danyjil von Riwne und Ostroh in das „Theologische Seminar von Riwne“ umgewandelt wurde. Die Ausbildungsstätte versteht sich als Vorstufe der Unterrichtung an den Theologischen Fakultäten von Kiew, Lemberg und Luzk und lehrt vier Jahre lang in thematischen Seminaren verschiedene Aspekte wie Kirchengesang, Heilige Schrift, Theorie, Geschichte usw. Die Absolventen stellen die Pastoren zahlreicher Gemeinden im Westen der Ukraine sowie im Ausland. Durch die Vereinigung der UOK-KP mit der Ukrainischen Autokephalen Orthodoxen Kirche zur OKU ging auch diese Einrichtung an die OKU über.

## Bauwerk
Die Bildungseinrichtung befindet sich in einem denkmalgeschützten Gebäude neben der Himmelfahrtskathedrale. Das an der Westseite dreizehnachsige Gebäude weist im Erdgeschoss Fenster mit Segmentbögen auf, wohingegen sie im Obergeschoss rechteckig sind. Die Fenster wurden jeweils anders verteilt. Da sich an der Ostseite einer der beiden Eingänge befindet, über dem die Fenster des Treppenhauses angeordnet sind, wirkt das Gebäude dort am deutlichsten zweigeteilt, denn diese Eingangsachse wurde zwischen je drei Fensterachsen geschoben. Neben dieser siebenachsigen Anordnung erfolgt ein Absatz in Form einer Gebäudekante, an die der Nordteil des Gebäudes mit vier weiteren Fensterachsen anschließt, die dadurch zurückgeschoben sind. Anstelle der beiden nördlichsten Fensterachsen der Westseite wurde an der Ostseite ein großes Fenster eingefügt. An der fünfachsigen Nordseite ist der Eingang in der östlichsten Achse zu finden. Zudem wurde an dieser Seite eine Gedenktafel für Danyjil angebracht. An der Südseite wurde auf Fenster verzichtet.